# مايك مور (لاعب كرة قاعدة)
مايك مور (بالإنجليزية: Mike Moore)‏ هو لاعب كرة قاعدة أمريكي، ولد في 26 نوفمبر 1959 في إيكلاي في الولايات المتحدة.

## وصلات خارجية
- مايك مور على موقع دوري كرة القاعدة الرئيسي (الإنجليزية)
- مايك مور على موقعبيزبول رفرنس.كوم (الدوري الرئيسي) (الإنجليزية)
- مايك مور على موقعبيزبول رفرنس.كوم (الدوري الثانوي) (الإنجليزية)
- مايك مور على موقع إي إس بي إن.كوم (أم.أل.بي) (الإنجليزية)
- مايك مور على موقع مشجعي الرسوم البيانية (الإنجليزية)